# Hyptis vilis
Hyptis vilis là một loài thực vật có hoa trong họ Hoa môi. Loài này được K.Koch & C.D.Bouché mô tả khoa học đầu tiên năm 1848.